# 木瀬町
木瀬町（きせちょう）は、愛知県豊田市の町名。

## 概要
豊田市の北西部に位置し、藤岡地区（旧西加茂郡藤岡町の町域にほぼ相当する）に属する。
町域最北部、三箇町との境界上にある木瀬ダムの放流水が三箇川と合流して木瀬川となり、町域東部を南進する。途中、上渡合町方面より東進してきた韮川や町域南部を東進する荒田川などが合流し、さらに南進して御作町へと抜けていく。町域の中央やや南よりでは、南西から北東にかけて国道419号が町域を貫いており、沿路には住宅や工場が立地する。町域北部や東部では山林が広がるが、韮川とそれに沿う市道を通じた町域中央部にも小規模な住宅地が点在している。
江戸末期、域内で良質の蛙目（がいろめ）が発見され、当時の木瀬村を支配していた三河吉田藩は陶土原料として採掘を進めるための勧業政策を実施する。大正期には、瀬戸電気鉄道敷設に名を残した加藤杢左衛門の出資による陶土原料運搬のための尾三索道が開通、木瀬駅が設置されている。また、1971年（昭和46年）字枇杷平（びわだいら）に設置された憩之家木瀬老人クラブには、木瀬鉱泉を取り入れた木瀬温泉がある。

## 歴史

### 沿革
- 江戸期- 寛永期の『三河国村々高附』においては「加茂郡木瀬村」、天保期の郷帳においても「加茂郡木瀬村」という表記が見受けられる[5]。
- 1635年（寛永12年）当時- 伊保藩（当時の藩主は丹羽氏信）領であった[6]。
- 1697年（元禄10年）- 旗本沼間氏の知行地となる（1701年（元禄14年）まで）[6]。
- 1705年（宝永2年）頃- 三河吉田藩領となる[4]。
- 1871年（明治4年）- 大区小区制施行により、第4大区第3小区に所属する[5]。
- 1878年（明治11年）- 郡区町村編制法施行により、加茂郡が西加茂郡と東加茂郡に分割される。これに伴い、木瀬村の所属が加茂郡から西加茂郡に変更される[4]。
- 1884年（明治17年）7月- 戸長役場設置に伴い、木瀬村、石畳村（いしだたみむら）、大岩村（おおいわむら）、折平村（おりだいらむら）、上渡合村（かみどあいむら）、三箇村（さんがむら）、白川村（しらかわむら）、西市野々村（にしいちののむら）、北曽木村（ほくそぎむら）の9村が同組に組み込まれる[7]。
- 1889年（明治22年）10月1日- 市制・町村制施行に伴い、木瀬村、石畳村、大岩村、折平村、上渡合村、三箇村、白川村、西市野々村、北曽木村の9村が合併して西加茂郡高岡村が誕生し[8]、木瀬村は高岡村大字木瀬に継承される[4]。
- 1906年（明治39年）4月1日- 高岡村、富貴下村の内3大字、藤河村が合併して藤岡村が誕生し[9]、高岡村大字木瀬は藤岡村大字木瀬に継承される[4]。
- 1978年（昭和53年）4月1日- 藤岡村の町制施行に伴い[9]、住所表示が藤岡町大字木瀬に変更される[4]。
- 2005年（平成17年）4月1日- 藤岡町の豊田市への編入に伴い、住所表示が豊田市木瀬町に変更される。

## 世帯数と人口
2019年（令和元年）7月1日現在の世帯数と人口は以下の通りである。
| 町丁   | 世帯数  | 人口  |
| ------ | ------- | ----- |
| 木瀬町 | 296世帯 | 832人 |

### 人口の変遷
国勢調査による人口の推移
| 2005年（平成17年） | 954人 | [ 10 ] |  |
| 2010年（平成22年） | 960人 | [ 11 ] |  |
| 2015年（平成27年） | 860人 | [ 12 ] |  |

## 学区
市立小・中学校に通う場合、学区は以下の通りとなる。
| 番・番地等 | 小学校             | 中学校             |
| ---------- | ------------------ | ------------------ |
| 全域       | 豊田市立飯野小学校 | 豊田市立藤岡中学校 |

## 交通

### 道路
- 国道419号
- 愛知県道13号豊田多治見線
- 愛知県道486号木瀬富田線

## 施設

### 教育施設
- 豊田市立木瀬こども園
- 豊田市立藤岡中学校

### その他の公共施設
- 豊田市藤岡給食センター
- 豊田市藤岡総合グランド野球場
- 豊田市北消防署藤岡小原分署
- 豊田市消防団第5方面隊第1分団
- 豊田市木瀬浄水場

平成14年、カビ臭の発生により運用を停止した。市上下水道局は活性炭による臭気除去装置設置などの対策を行い、その有効性が確認されたとして、平成23年秋より運用を再開している。

### 企業・工場
- 株式会社メイドー藤岡工場

## 寺社
- 八柱神社

1622年（元和8年）の創建。猿投神社の秋の大祭には、同社から棒の手の奉納と献馬がなされていた。現在は10月第二土曜日に祭礼があり棒の手の奉納がある。
- 御嶽神社
- 曹洞宗永平寺末徳昌寺（とくしょうじ）

山号は圓成山。天正期に開創される。元は実相庵といい、1627年（寛永4年）に徳昌寺と改められた。1891年（明治24年）には焼失の憂き目に遭ったが、同年中に雲渓随流によって本堂が再建される。明治初期まで寺子屋が開設されていた。
本堂仏像は平安時代の物
- 曹洞宗永平寺末天宗寺（てんそうじ）

山号は医王山。本尊の薬師如来は行基作とされており、三河三薬師のひとつに数えられている。当初は天台宗であったが、後に曹洞宗に改宗する。1917年（大正6年）には焼失の憂き目に遭ったが、後に本堂・庫裏が再建された。

## 文化財

### 古窯
- 高曽窯- 中世[15]
- 清水窯- 近現代[15]
- 万作平窯- 近現代[15]
- 井ノ平窯- 近現代[15]
- 北前窯- 近現代[15]
- 中貝渡窯- 近現代[15]

### 散布地
- 郷戸遺跡- 縄文時代[15]
- 一ノ瀬遺跡- 縄文時代[6]
- 信光寺遺跡- 縄文時代[6]

### 城館跡
字入洞（いりぼら）にある丘陵地の頂上付近に、城跡と推定される削平地が残っている
また八柱神社奥の山中に城跡と見られる石垣が残っている。

## その他

### 日本郵便
- 郵便番号 : 470-0411[2]（集配局：藤岡郵便局[16]）。